# Psammechinus
Psammechinus é um género de ouriços-do-mar pertencente à família Parechinidae contendo apenas duas espécies.

## Espécies
O género Psammechinus inclui as seguintes espécies:
- Psammechinus microtuberculatus (Blainville, 1825)
- Psammechinus miliaris (P.L.S. Müller, 1771)